# State Line City
State Line City è un comune degli Stati Uniti d'America, situato nello Stato dell'Indiana, nella contea di Warren, al confine con l'Illinois.